# Siwiki
Siwiki – wieś w Polsce położona w województwie podlaskim, w powiecie łomżyńskim, w gminie Zbójna.
| SIMC    | Nazwa        | Rodzaj    |
| ------- | ------------ | --------- |
| 0412553 | Korwki       | część wsi |
| 0412560 | Krasny Borek | część wsi |

Wierni kościoła rzymskokatolickiego należą do parafii Najświętszego Sakramentu w Dobrym Lesie.

## Historia
W latach 1921–1939 wieś leżała w województwie białostockim, w powiecie kolneńskim (od 1932 w powiecie ostrołęckim), w gminie Gawrychy.
Według Powszechnego Spisu Ludności z 1921 roku zamieszkiwało tu 91 osób w 17 budynkach mieszkalnych. Miejscowość należała do parafii rzymskokatolickiej w m. Dobry Las. Podlegała pod Sąd Grodzki w Kolnie i Okręgowy w Łomży; właściwy urząd pocztowy mieścił się w m. Zbójna.
W wyniku agresji Niemiec we wrześniu 1939, miejscowość znalazła się pod okupacją niemiecką. Została włączona w skład III Rzeszy.
W latach 1975–1998 miejscowość administracyjnie należała do województwa łomżyńskiego.

## Zabytki
We lesie koło wsi znajduje się cmentarz wojenny żołnierzy polskich i rosyjskich z okresu I wojny światowej oraz wojny polsko-bolszewickiej z 1920 r. Jest okolony drewnianym płotem, zachowały się mogiły z betonowymi płytami nagrobnymi oraz dwa krzyże - katolicki i prawosławny.  Jest to zabytek wpisany do rejestru NID (dec. 436 z 31.12.1991)